# Site archéologique de Cañada de Alba
Cañada de Alba (ou Cañada Honda) est un site archéologique de l'Âge du bronze situé dans la commune de Puerto Lumbreras, dans la région de Murcie, en Espagne,. Il appartient à la culture d'El Argar (datée d'environ 2200 à 1500 av. J.-C.).

## Situation
Cañada de Alba se trouve dans les contreforts sud de la Sierra de Enmedio, à environ 4 km du bourg de Puerto Lumbreras. Le site occupe deux collines voisines et le vallon qui les sépare.

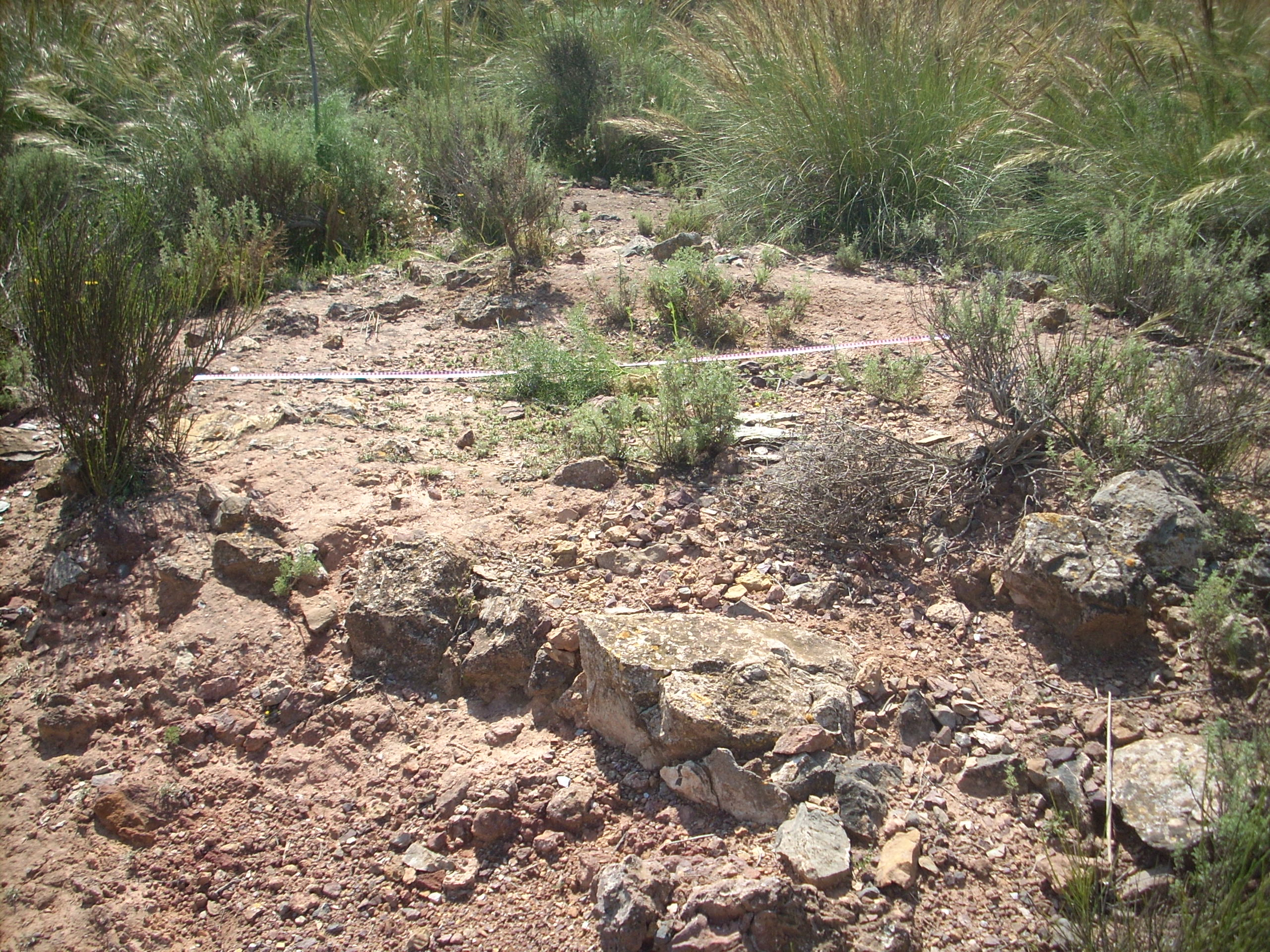
Vestiges de muraille

## Historique
Les premières fouilles archéologiques remontent aux années 1920, lorsque Ricardo Duque de Estrada a fouillé une trentaine de tumulus prétendument funéraires, bien qu'il n'ait pu documenter aucun reste de sépulture à l'intérieur.
Federico Motos, un pharmacien de Vélez-Blanco, a effectué différentes fouilles sur des sites des provinces d'Almería, Grenade et Murcie dans le premier quart du XXe siècle. Sa collection a été acquise par le Service de recherches préhistoriques du Musée de la préhistoire de Valence et publiée en 1972. Parmi les objets trouvés à Cañada de Alba, il convient de souligner un poignard en cuivre avec deux trous pour les rivets, des anneaux et des cerceaux du même métal et plusieurs tessons de céramique argarique.

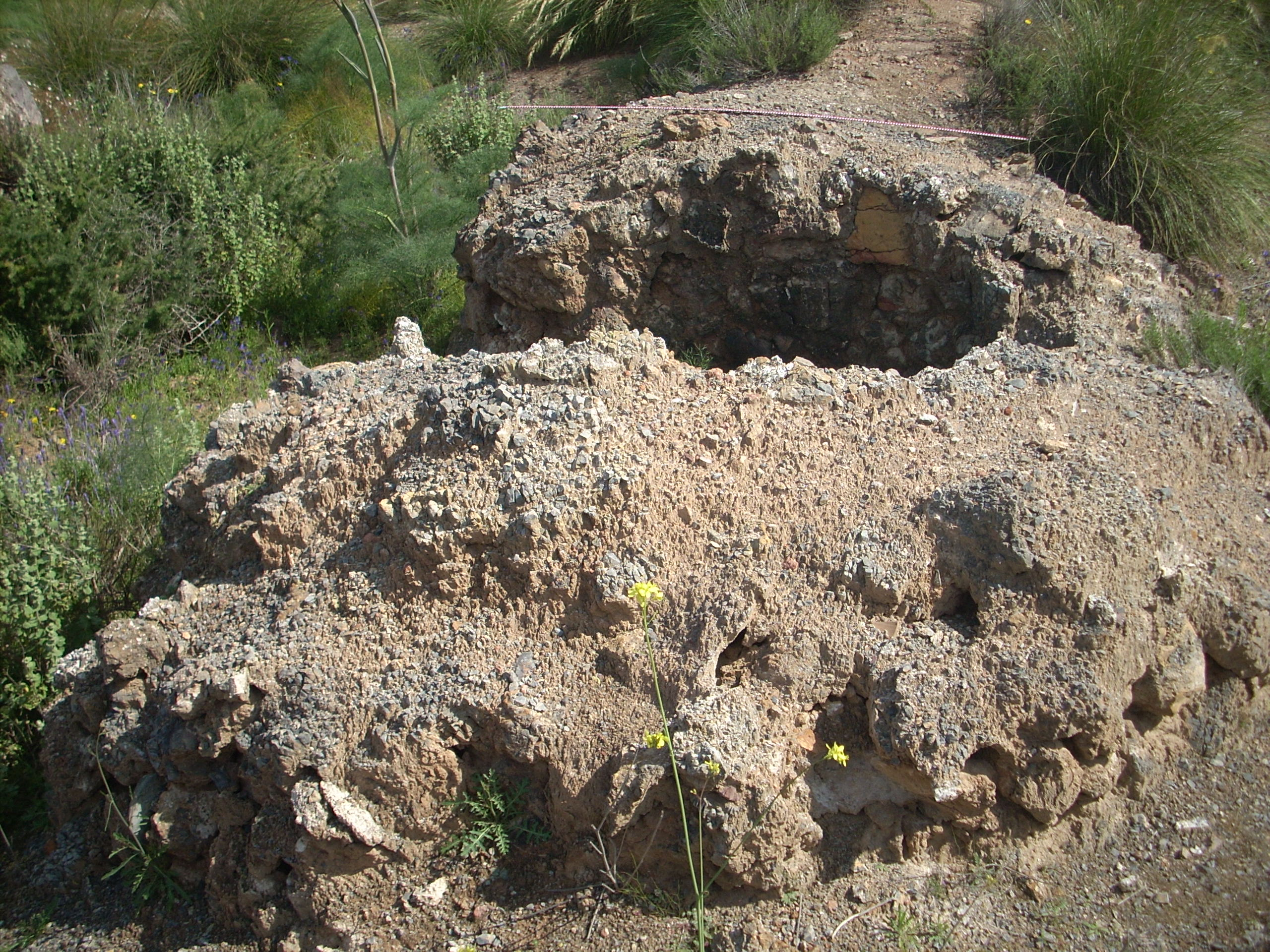
Vestiges de tumulus

## Description
L'établissement, comme Ifre (es) ou La Roca, tous deux à Mazarrón, s'étend du sommet des collines jusqu'à la plaine. Il semble qu'il n'avait pas de système défensif, à part la forte pente du relief par endroits qui constitue une défense naturelle.
Le sommet des collines offre une large vue sur les environs, aussi bien sur les terres agricoles de la campagne de Lorca et de Nogalte que sur les voies de communication qui relient la valle del Guadalentín (es) et la rambla Nogalte (es) à la région de Grenade et d'Almería.
Plusieurs cistes pillées et restes de murs en maçonnerie appartenant à des structures d'habitat sont visibles sur le site, associés à des céramiques argariques.

## Analyse
Cañada de Alba a été interprété comme un avant-poste minier des habitants de la plaine de Lorca, car l'établissement est implanté non loin de veines de carbonate de cuivre qui affleurent à la surface, à seulement 3 km au sud.